# Tatsuhiko Kubo
Tatsuhiko Kubo (久保 竜彦, Kubo Tatsuhiko, Fukuoka, 18 juni 1976) is een Japans voormalig voetballer die als aanvaller speelde.

## Clubcarrière
Tatsuhiko Kubo speelde tussen 1995 en 2011 voor Sanfrecce Hiroshima, Yokohama F. Marinos, Yokohama FC en Zweigen Kanazawa.

## Japans voetbalelftal
Tatsuhiko Kubo debuteerde in 1998 in het Japans nationaal elftal en speelde 32 interlands, waarin hij 11 keer scoorde.

## Statistieken
| Japans voetbalelftal | Japans voetbalelftal | Japans voetbalelftal |
| Jaar                 | Wed.                 | Dlp.                 |
| -------------------- | -------------------- | -------------------- |
| 1998                 | 1                    | 0                    |
| 1999                 | 1                    | 0                    |
| 2000                 | 5                    | 0                    |
| 2001                 | 2                    | 0                    |
| 2002                 | 5                    | 0                    |
| 2003                 | 3                    | 2                    |
| 2004                 | 9                    | 6                    |
| 2005                 | 0                    | 0                    |
| 2006                 | 6                    | 3                    |
| Totaal               | 32                   | 11                   |